# Record News Manaus
Record News Manaus (também chamada de TV Diário) é uma emissora de televisão sediada em Manaus, capital do estado do Amazonas. Opera no canal 27 UHF digital, e é afiliada à Record News. A emissora pertence ao Grupo Diário de Comunicação, que também controla o jornais berliners Diário do Amazonas, Dez Minutos, o portal de notícias D24AM e a Rádio Diário. Seus estúdios estão localizados no bairro Nossa Senhora das Graças, e seus transmissores estão no bairro do Aleixo.

## História
Em fevereiro de 2012, foi anunciado a assinatura do contrato de afiliação entre a Rede Diário de Comunicação e a Record News. O investimento inicial da parceria era de 5 milhões de dólares, com equipamentos, estrutura e mão de obra. O início das transmissões oficialmente ocorreu no dia 17 de setembro de 2012 com o debate dos candidatos à Prefeitura de Manaus.
No dia 2 de agosto de 2016, entra no ar o sinal digital da TV Diário no canal 35 UHF digital (36.1 virtual). No mesmo dia a emissora optou por desligar definitivamente o sinal analógico no Canal 36, deixando a população manauara sintonizando apenas pelo canal 35 UHF digital na Grande Manaus. No dia 6 de abril de 2017, a TV Diário religou o sinal analógico por causa dos problemas técnicos. Em 14 de abril de 2017, o sinal digital da TV Diário voltou no ar.
Em maio de 2019, com o anúncio do fim da parceria entre a TV A Crítica e a RecordTV, foi noticiado que o Grupo Record pediu a devolução do canal 35 UHF para o lançamento da RecordTV Manaus. De início, foi anunciado que a emissora seria transferida para o canal 50 UHF da Local TV. Posteriormente, o grupo firma um novo acordo de afiliação com a Record News e anuncia retorno no canal 27 UHF, em outorga que pertence a TV Nazaré, que operava em Manaus com sinal analógico mas que não ativou seu canal digital após o desligamento das transmissões analógicas. Em 6 de junho de 2019, a transmissão da TV Diário é cortada e sua programação é substituída pelo sinal da RecordTV, 3 dias depois que a TV A Crítica antecipou o fim da afiliação e passou a contar com programação independente.